# Gestión de la terapia medicamentosa
La gestión de la terapia medicamentosa (en inglés medication therapy management, abreviadamente MTM), generalmente denominada también revisión del uso de medicamentos en el Reino Unido, es un servicio prestado normalmente por farmacéuticos, enlaces científicos médicos (medical science liaison, MSL) y científicos de evidencia del mundo real (Real-world evidence - RWE), que tiene por objeto mejorar los resultados ayudando a las personas a comprender mejor su estado de salud y los medicamentos utilizados para tratarlos. Esto incluye proporcionar educación sobre el estado de la enfermedad y los medicamentos utilizados para tratarla, garantizar que los medicamentos se tomen correctamente, reducir el desperdicio debido a medicamentos no utilizados, buscar cualquier efecto secundario y proporcionar educación sobre cómo manejar cualquier efecto secundario.  El proceso que puede dividirse en cinco pasos: revisión de la terapia de medicación, registro personal de medicación, plan de acción relacionado con la medicación, intervención y o derivación, y documentación y seguimiento.
En la revisión de la terapia de medicación, el farmacéutico revisa todos los medicamentos recetados, los de venta libre y todos los suplementos dietéticos que toma la persona. Esto permite al farmacéutico buscar duplicidades o interacciones peligrosas entre medicamentos. Este servicio puede ser especialmente valioso para las personas mayores, que padecen varias enfermedades crónicas, toman varios medicamentos o son atendidas por varios médicos.